# Puente de Donghai
El puente  Donghai (en chino, 东海大桥) es un largo puente de China inaugurado en 2005, en el computo oficial de los puentes más largos del mundo considerando tanto los construidos sobre mar como sobre ríos y demás,ocupa la segunda posición tras el puente de calzada del lago Pontchartrain en los Estados Unidos.
El puente Donghai está situado en China y dispone de una longitud de 32,5 kilómetros que unen las provincias de Shanghái y Zhejiang.

## Su estructura en forma de "S"
El puente Donghai está diseñado en forma de "S" para dar una mejor calidad y facilidad de manejo a sus usuarios,quienes pueden conducir por sus caminos a una velocidad de 80 Kilómetros por hora.